# Tânia Burity
Tânia Burity é uma atriz de Angola, apresentadora e locutora de rádio angolana.
Participou na telenovela Windeck, que concorreu aos Emmy’s em 2012, e na telenovela Vidas Ocultas, em 2001.

## Biografia
A actriz nasceu em Luanda, a 28 de Setembro de 1978. É irmã da atriz e apresentadora Dicla Burity.

## Filmografia
| Ano  | Título                   | Personagem             | Notas                 |
| ---- | ------------------------ | ---------------------- | --------------------- |
| 2014 | Big Brother Angola       | Apresentadora especial | Participação          |
| 2012 | Windeck                  | Ofélia Voss            | Antagonista           |
| 2009 | Minha Terra, Minha Mãe   | Camila                 | Antagonista           |
| 2007 | Entre o Crime e a Paixão | —                      |                       |
| 2005 | Sede de Viver            | Cláudia                |                       |
| 2002 | Reviravolta              | Djamila                | Participação especial |
| 2001 | Vidas Ocultas            | —                      | Participação especial |